# Parantica gilva
Parantica gilva är en fjärilsart som beskrevs av Hans Fruhstorfer 1910. Parantica gilva ingår i släktet Parantica och familjen praktfjärilar. Inga underarter finns listade i Catalogue of Life.